# Coccoloba cozumelensis
Coccoloba cozumelensis Hemsl. – gatunek rośliny z rodziny rdestowatych (Polygonaceae Juss.). Występuje naturalnie w Meksyku, Gwatemali oraz Kostaryce. 

## Morfologia
PokrójZimozielony krzew dorastający do 9 m wysokości.
LiścieMają kształt od podłużnie owalnego do podłużnie lancetowatego. Mierzą 3–10 cm długości oraz 2–4 cm szerokości. Są prawie skórzaste. Nasada liścia jest rozwarta. Blaszka liściowa jest o wierzchołku od ostrego do spiczastego. Ogonek liściowy jest owłosiony i dorasta do 5–10 mm długości. Gatka jest naga i mierzy 4–5 mm.
KwiatyRozdzielnopłciowe, zebrane w grona, rozwijają się na szczytach pędów. Dorastają do 13 cm długości.
OwoceMaja jajowato kulisty kształt. Osiągają 4–5 mm długości.

## Biologia i ekologia
Rośnie w lasach, na wysokości do 1200 m n.p.m.